# Konzentrationslager im franquistischen Spanien
In Spanien gab es in der Anfangszeit der Franco-Diktatur 1936 bis 1947 zahlreiche Konzentrationslager (span.: Campo de concentración), in denen fast eine halbe Million republikanische Kämpfer des Spanischen Bürgerkriegs, Flüchtlinge und Regimegegner eingesperrt worden waren. Die genaue Anzahl der Konzentrationslager ist noch ungeklärt. Nach dem Stand der Dokumentationen im Jahr 2024 muss man von weit über 300 Lagern und lagerähnlichen Einrichtungen ausgehen.

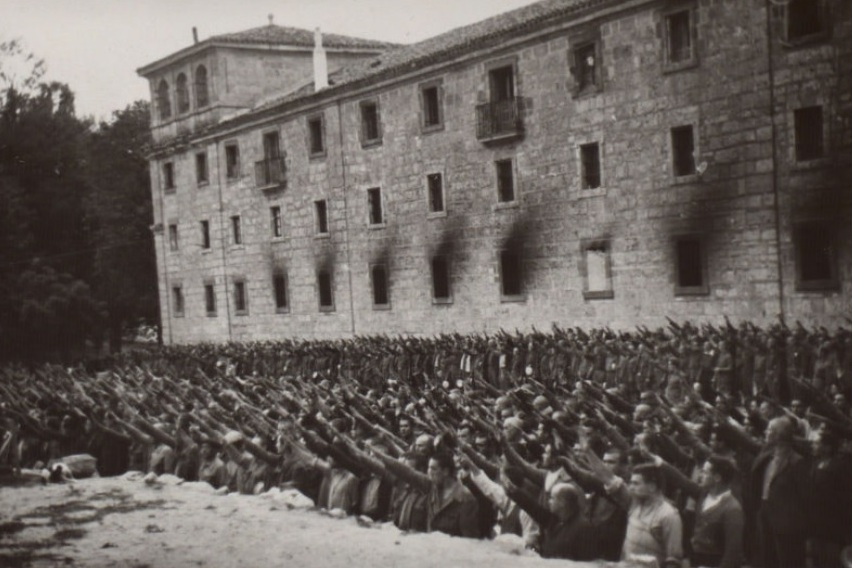
Im als Konzentrationslager genutzten Kloster San Pedro de Cardeña müssen im Oktober 1938 inhaftierte Mitglieder der Internationalen Brigaden zur falangistischen Hymne Cara al Sol den faschistischen Gruß ausführen.

## Organisation

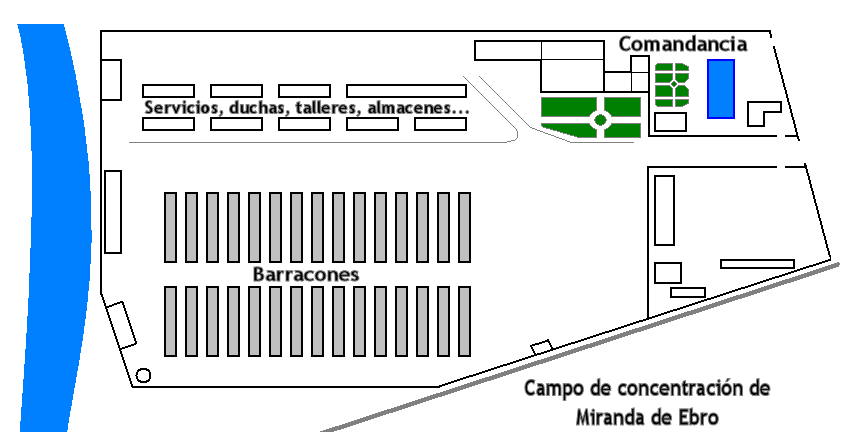
Lagerplan des Konzentrationslagers Miranda de Ebro bei Burgos

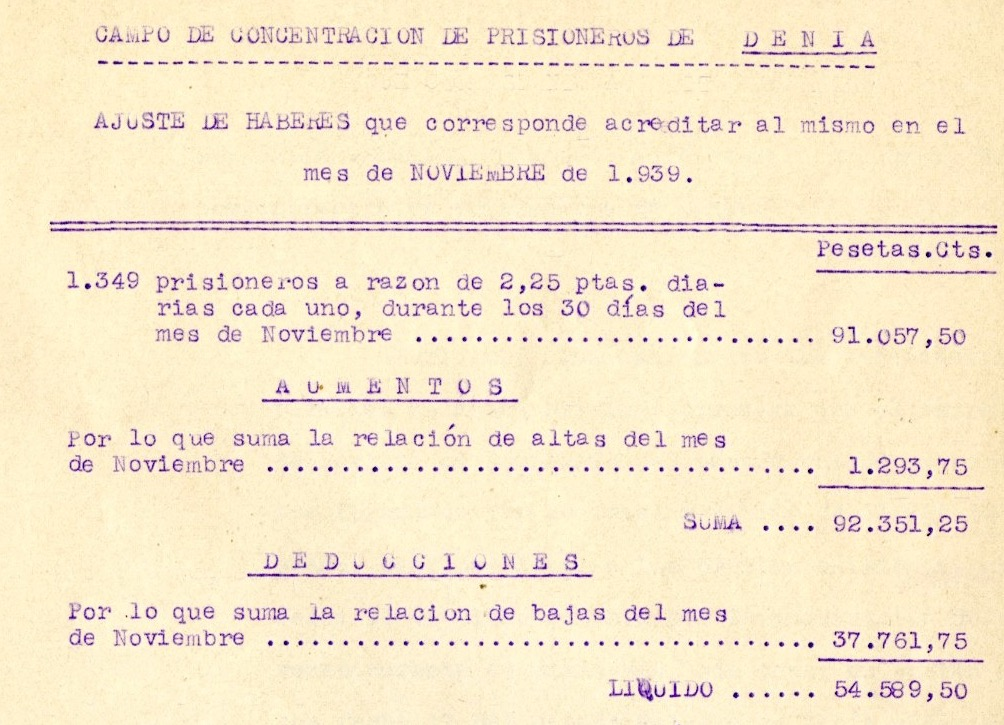
Kostenaufstellung des Gefangenenlagers in Dénia vom November 1939.

Die Lager unterstanden seit 1939 der militärischen Organisation Servicio de Colonias Penitenciaría Militarizadas (SCPM), die in den folgenden Jahren auch die Abstellung von Gefangenen zur Zwangsarbeit organisierte. Einige dieser Konzentrationslager waren nur von vorübergehender Natur, andere dauerhaft. Neben eigens errichteten Lagern wurden auch vorhandene Gebäude, wie das Kloster San Pedro de Cardeña, ehemalige Industrieanlagen oder z. B. die Stierkampfarena Castellón zweckentfremdet. In den Lagern wurden neben republiktreuen Kräften, wie Angehörigen der spanischen Volksarmee, auch Homosexuelle und gewöhnliche Kriminelle interniert. Letztere waren besser gestellt und wurden von den Lagerleitungen oftmals als Kapos zur Aufsicht der wegen ihrer politischen oder ideologischen Anschauungen Inhaftierten eingesetzt.

## Deutsche Beteiligung

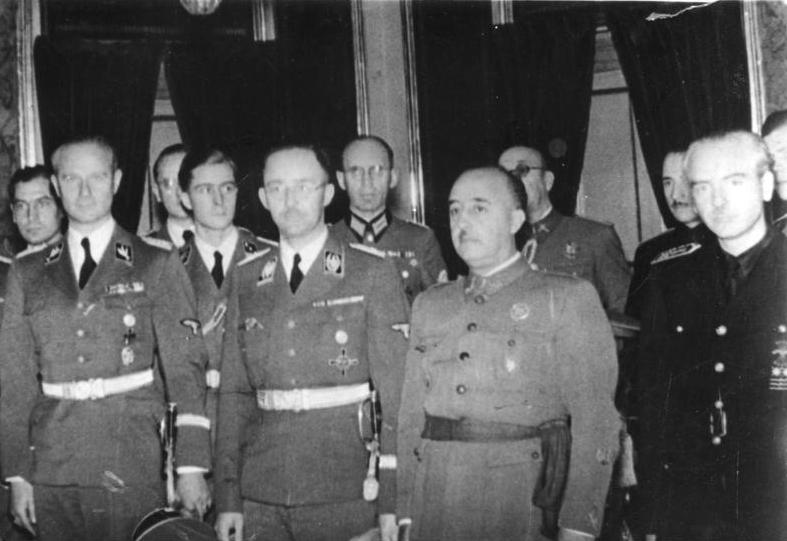
Reichsführer SS Heinrich Himmler (fünfter von links) mit Karl Wolff bei einem Treffen mit Francisco Franco (siebter von links) in Spanien (25. Oktober 1940).

Während des Spanischen Bürgerkrieges errichteten die Putschisten 1937 in Miranda de Ebro ein Konzentrationslager nach deutschem Vorbild. Das Lager wurde von dem SS- und Gestapo-Mitglied Paul Winzer geführt. Nach einem Gestapo-Bericht vom August 1939 befanden sich weitere Gestapo-Beamte in Spanien, die Gefangene vernahmen. Nach dem Polizeiabkommen vom 31. Juli 1938 zwischen Heinrich Himmler und Severiano Martínez Anido wurde von SS-Sturmbannführer Winzer neben dem bestehenden Abwehrnetz ein SD-Netz in Spanien aufgebaut. Zahlreiche SD-Mitarbeiter waren bei deutschen Unternehmen in Spanien beschäftigt. Die Zusammenarbeit beinhaltete auch die gegenseitige Auslieferung von „politischen Verbrechern“. Im Jahre 1940 besuchte zudem Heinrich Himmler mit Karl Wolff Spanien. Das Treffen hatte zwei Hauptziele: die Rückführung der deutschen Kriegsgefangenen und potenziellen alliierten Spionen in Spanien habhaft zu werden. Heinrich Himmler besuchte auch das Konzentrationslager Miranda de Ebro bei Burgos.
Ab 1938 wurden in einigen Lagern an internierten Interbrigadisten mit deutscher Unterstützung rassenideologisch motivierte medizinische Versuche durchgeführt, die angebliche körperliche und psychische Deformationen, die bei Anhängern des „Marxismus“ vorkämen, erforschen sollten.

### Internierung von internationalen Flüchtlingen nach dem Spanischen Bürgerkrieg
Im Konzentrationslager Miranda de Ebro wurden zudem nach dem Spanischen Bürgerkrieg viele internationale Flüchtlinge, die nach der Besetzung Frankreichs durch deutsche Truppen über die Pyrenäen nach Spanien flohen, interniert. Alleine die Zahl der polnischen Flüchtlinge wird auf 1200–2000 Menschen geschätzt. In Miranda de Ebro wurde zum Beispiel der Pole Antoni Kępiński interniert, der zusammen mit einer Gruppe Polen nach der Besetzung Frankreichs über die Pyrenäen nach Spanien floh.

## Verbrechen
Laut dem Historiker Javier Rodrigo Sanchez (2006) wurden eine halbe Million Personen zwischen 1936 und 1942 in spanischen Konzentrationslagern interniert. Bis zum Jahre 1944 stieg die Zahl der Internierten in die Hunderttausende. Sie und ihre Angehörigen wurden beispielsweise bei der Zuteilung von Lebensmittelmarken systematisch benachteiligt, hatten ständige Demütigungen hinzunehmen und lebten auch nach Entlassung aus der Haft stets in Angst vor einer erneuten Inhaftierung.

### Massenerschießungen
Während des Spanischen Bürgerkrieges und in den Jahren nach dem Konflikt wurden etwa 192.000 Häftlinge erschossen. Im Zeitraum von 1939 bis 1940 wurden in der Spitze hunderte Inhaftierte pro Tag hingerichtet. Mehrere Massengräber wurden auf den Geländen von Konzentrationslagern entdeckt. Die mühsame Ausgrabung und Identifizierung der Opfer hat inzwischen begonnen, so etwa auch in Burgos. Insgesamt sollen 30.000 Leichen in Massengräbern liegen.

### Zwangsarbeit

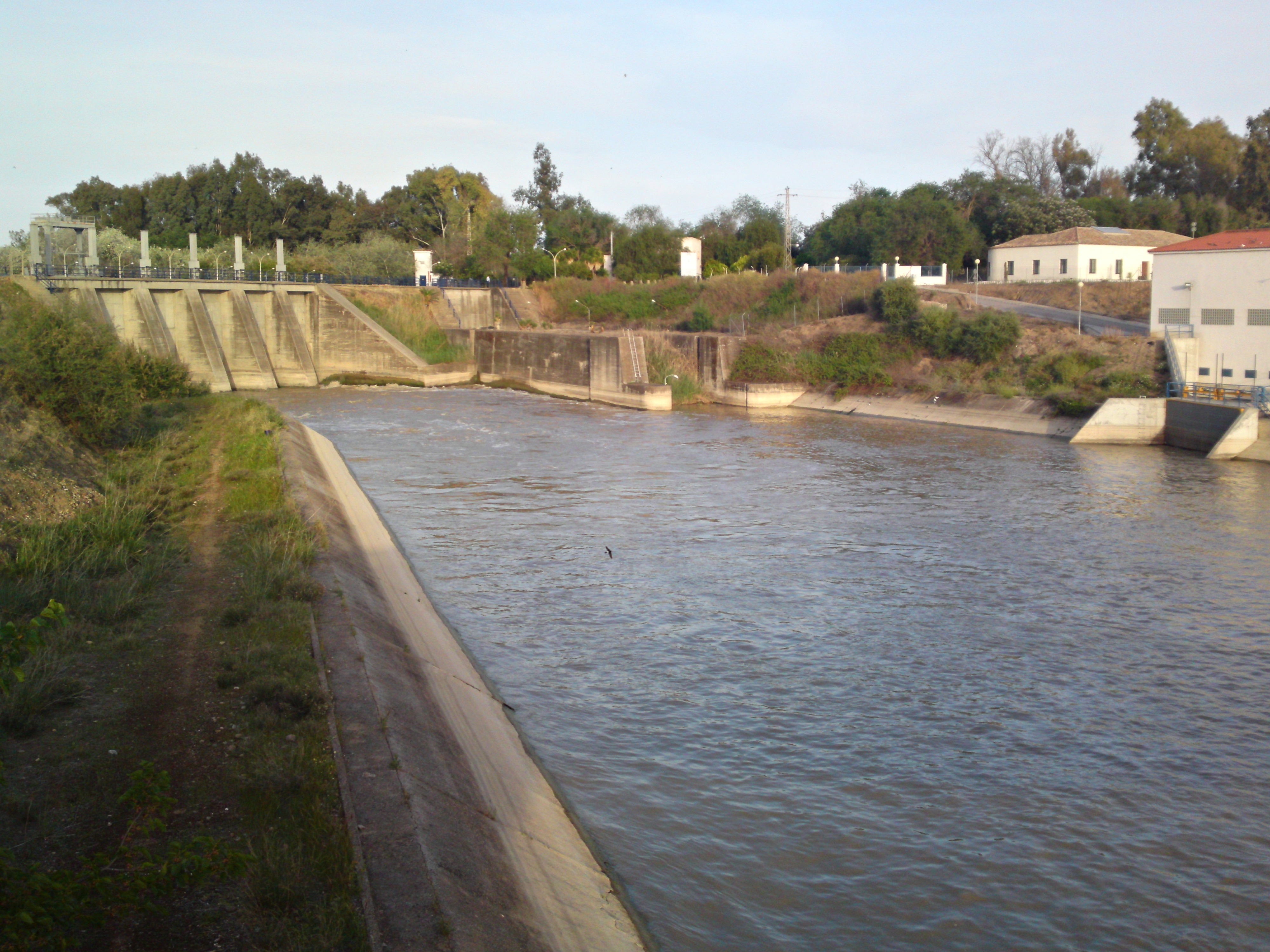
Teilstück des von Zwangsarbeitern gebauten Canal de los presos in Peñaflor (Sevilla)

Die Gefangenen waren neben ideologischen „Umerziehungsmaßnahmen“ einem brutalen Regime der Zwangsarbeit ausgesetzt und zu diesem Zweck in Bataillonen organisiert. Ziel war nicht allein der Wiederaufbau der durch den Spanischen Bürgerkrieg zerstörten Infrastruktur durch den Bau von Eisenbahnlinien, Talsperren und Stauseen, sondern auch die auf Unterwerfung, Demütigung und physische Vernichtung politischer Gegner ausgerichtete Demonstration der Staatsmacht durch den Einsatz von Zwangsarbeitern beim Bau von Prestigeobjekten wie der franquistischen Gedenkstätte Valle de los Caídos.
Auch beim Bau des Canal del Bajo Guadalquivir wurden von 1940 bis zur Fertigstellung im Jahre 1962 in hoher Zahl Gefangene eingesetzt. Im Jahre 2006 erhielt der Teilabschnitt zwischen La Rinconada und Dos Hermanas zum Gedenken an die Opfer des Kanalbaus den Namen Canal de los Presos („Kanal der Gefangenen“).

### Kindesentzug
Die Kinder von Republikanern wurden vielfach von ihren Familien getrennt und der Obhut der katholischen Kirche übergeben. Die aktuelle Forschung spricht von 30.000 solcher Fälle von politisch motivierter Kindesentziehung.

## Die historische Aufarbeitung im demokratischen Spanien

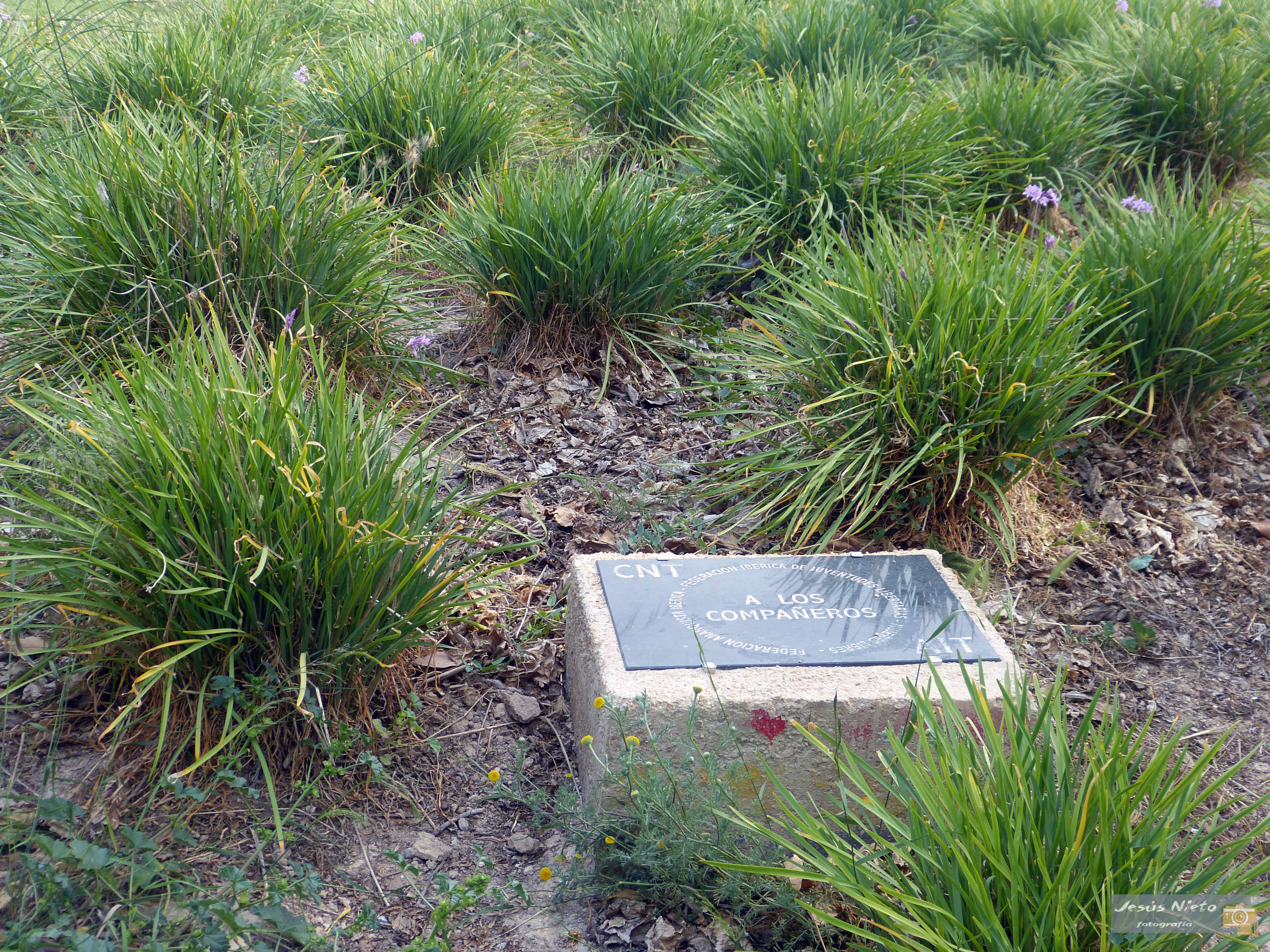
Gedenkstein für die Opfer des Lagers Los Almendros (Provinz Alicante)

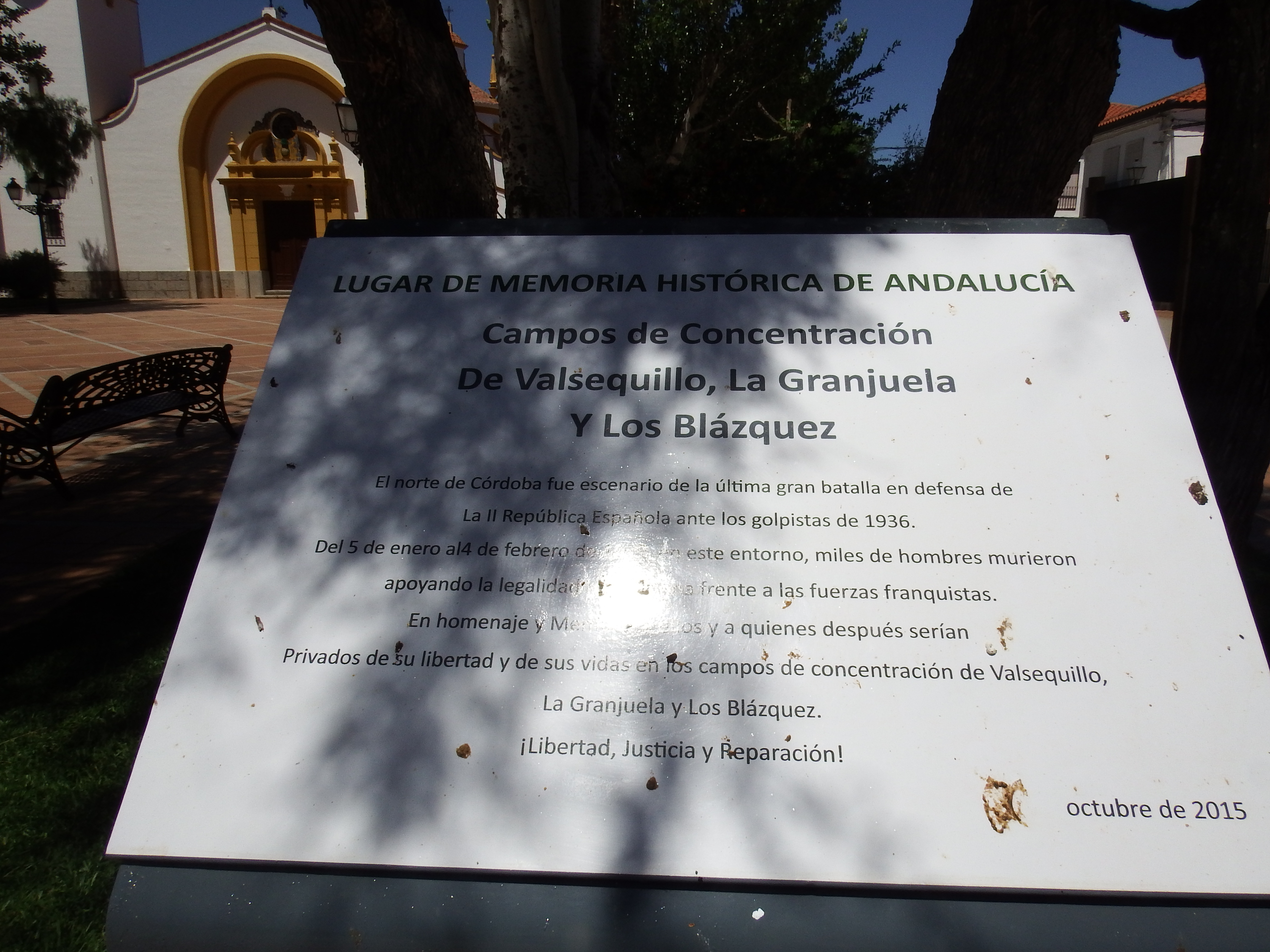
Gedenktafel in La Granjuela mit der Forderung nach Gerechtigkeit und Wiedergutmachung für die Opfer von Konzentrationslagern in der Provinz Córdoba

Die Aufarbeitung der begangenen Verbrechen der Francozeit war lange ein Tabuthema der spanischen Gesellschaft und wird nach wie vor nicht nur von den mächtigen Vertretern des Rechtskonservatismus blockiert. Dazu zählen neben den politischen Parteien des rechtskonservativen und rechten Lagers und den Institutionen der Römisch-katholischen Kirche in Spanien auch Vereine und Stiftungen, wie die Fundación Nacional Francisco Franco. Obnwohl diese private Stiftung über umfangreiche Archivmaterialien aus Francos Amtssitz verfügt, die nach dem Tod des Diktators in ihren Besitz übergingen, verweigert sie unliebsamen Historikern immer wieder der Zugang zu diesen Dokumenten.

## Verzeichnis von Spanischen Konzentrationslagern (Auswahl)
- Campo de concentración de Castuera
- Campo de concentración de Los Almendros (Alicante)
- Campo de concentración de Albatera (Provinz Alicante)
- Campo de concentración de Miranda del Ebro (Provinz Burgos)
- Campo de concentración de San Pedro de Cardeña (Provinz Burgos)
- Campo de Los Merinales und Campo de La Corchuela (Dos Hermanas)
- Campo de El Palmar de Troya (Utrera)
- Hostal de San Marcos de León[11]
- Campo de la península de Llevant auf Mallorca
- Campo de Formentera
- Campo de concentración de La Isleta Gran Canaria
- Campo de concentración de Lazareto de Gando Gran Canaria
- Campo de concentración „Los Arenales“ in der Umgebung von Cáceres
- Campo de concentración de la Cartuja de Porta Coeli (Valencia)[12]
- Campo de concentración de Camposancos, A Guarda
- Campo de concentración del Puerto Pesquero (Huelva)
- Campo de concentración de la Isla de Saltés (Huelva)
- Campo de concentración de San Juan del Puerto (Huelva)
- Campo de concentración de Peguerillas (Huelva)
- Campo de concentración de Ronda Málaga
- Campo de concentración de Betanzos
- Campo de concentración de Horta (Barcelona)
- Campo de concentración de Poblenou (Barcelona)
- Monasterio de Corbán (Santander)
- Campo de concentración del cuartel de infantería (Santander)
- Campo de concentración de La Morgal (Lugo de Llanera, Asturias)
- Fábrica de tabacalera, in (Santander)
- Castillo-Faro de Castro Urdiales (Kantabrien)
- Campo de concentración de Soria
- Campo de concentración de Burgo de Osma (Soria)
- Campo de concentración de Castellón (Castellón de la Plana)